# (3915) Fukushima
(3915) Fukushima ist ein Asteroid des Hauptgürtels, der am 15. August 1988 von den japanischen Astronomen Masayuki Yanai und Kazurō Watanabe an der Sternwarte von Kitami (IAU-Code 400) entdeckt wurde.
Benannt wurde er zu Ehren des japanischen Hydrodynamikprofessors an der Universität Hokkaidō Hisao Fukushima, der sich als aktiver Amateurastronom besonders mit Astronomiegeschichte beschäftigt.